# Этельвальд (король Дейры)
Этельвальд (др.-англ. Œthelwald; умер в 655) — король Дейры в 651—655 годах из династии Идингов.

## Биография
Этельвальд, сын Освальда Святого, был возведён на трон Дейры после убийства Освина в 651 году. Этельвальд охотно согласился на сделанное ему королём Мерсии Пендой предложение вступить с ним и королём Восточной Англии Этельхером в союз и сообща напасть на Освиу. Перед состоявшейся 15 ноября 655 года решающей битвой при Винведе Этельвальд, считая, что победа ни той, ни другой стороны не принесёт ему выгоды, решил сберечь свои силы. Когда обе армии сошлись, Этельвальд со своим войском начал отступление, что вызвало замешательство в войсках Пенды и Этельхера. В ходе этого замешательства короли Мерсии и Восточной Англии были убиты, а Освиу одержал решительную победу.
Этельвальд дал епископу Чеду Личфилдскому в дар землю с просьбой построить на ней монастырь. Епископ основал там монастырь, названный Лестингей (позднейший монастырь Ластингем в Йоркшире).
После смерти бездетного Этельвальда Освиу захватил Дейру и вновь объединил Нортумбрию.